# کوه‌های سندیا
کوه‌های سندیا (به انگلیسی: Sandia Mountains) یک رشته‌کوه در ایالات متحده آمریکا است که در نیومکزیکو واقع شده‌است. کوه‌های سندیا ۳٬۲۵۴٫۶۹ متر بالاتر از سطح دریا واقع شده‌است.